# Primula crassa
Primula crassa är en viveväxtart som beskrevs av Hand.-mazz. Primula crassa ingår i släktet vivor, och familjen viveväxter. Inga underarter finns listade i Catalogue of Life.